# 中國哈薩克族
中国哈萨克族，通称哈萨克族，是中华人民共和国官方認定的56个民族之一，中国西北地区的一个少数民族。据2020年普查数据共有156.2万人口，列中国各民族的第17位。哈萨克族是中亚地区的一个古老民族，哈萨克族主要分布在哈萨克斯坦、中国、乌兹别克斯坦、俄罗斯和蒙古国等国。在中国，90%以上的哈萨克族人口都分布在与中亚毗连的新疆维吾尔自治区，此外，在甘肃省也有聚居区分布；历史上，青海省也曾有哈萨克族聚居区，1984年6月在政府的组织下大部分迁回了新疆。
哈萨克族通用哈萨克语，与哈萨克斯坦及蒙古的哈萨克族使用西里尔字母的哈萨克文不同，中国哈萨克族使用以阿拉伯字母为基础的传统哈萨克文。由于中国哈萨克族长期与汉、维吾尔、蒙古等族频繁的交往，不少哈萨克族兼通这些民族的语言。哈萨克族的宗教信仰主要是原始信仰和伊斯兰教。
與哈薩克斯坦的同族不一樣，中國哈薩克族仍以畜牧業為主要生計，城市化程度較低。

## 历史

### 背景
13世纪初，成吉思汗将也儿的石河以西广袤的钦察草原分封给了自己的长子术赤，是为“术赤兀鲁思”，既术赤汗国。后术赤先于成吉思汗去世，术赤次子拔都继位，并于1242年长子西征胜利后在伏尔加河下游里海北岸建都萨莱，正式立国，被称为钦察汗国或金帐汗国。拔都将大致与哈萨克斯坦位置相当的区域封给了哥哥斡儿答，是为白帐汗国；将白帐汗国以北的一片区域封给了弟弟昔班，是为蓝帐汗国。:187-191
金帐汗国以东的天山两侧及以南的河中地区等均是察合台汗国的属地，由成吉思汗次子察合台及其后人统治。14世纪中叶，察合台汗国分裂，其后帖木儿帝国崛起，一度称霸中亚。15世纪上半叶，帖木儿帝国趋于衰落，来自北方钦察草原上的被称为乌兹别克人的各游牧部族趁机南下占据了河中的绿洲地带。15世纪中叶，昔班的后人阿布海儿成为乌兹别克首领，他祖父是蓝帐汗易卜拉欣；术赤十三子秃花帖木儿后人白帐汗兀鲁斯的两个孙子克列与贾尼别克，因为与阿布海儿不和，率部自立，占据了锡尔河以北的草原地带，于1465年8月建立哈萨克汗国。
早在哈萨克建国之前，哈萨克人就与西域建立了直接联系。1456年，克列与贾尼别克投奔当时统治着西域的东察合台汗国，也先不花可汗将其西境七河流域的西部划给两位哈萨克汗王，这一领地的确立为哈萨克汗国的建立奠定了最初的基础。此后直到16世纪，两国曾联手对敌，互相联姻，但也曾兵戈相向。16世纪末，一支卫拉特人从蒙古西部草原越过阿尔泰山迁入西域，随后进入哈萨克草原。1640年，准噶尔部统一了卫拉特蒙古各部，建立准噶尔汗国；1680年准噶尔击败南疆的叶尔羌汗国，统一天山南北。早期摩擦中，哈萨克人在头克汗的带领下曾取得过一些胜利，但总体上处于劣势。头克汗去世后，哈萨克汗国分立为大、中、小三个“玉兹”。1723年至1728年，准噶尔军队深入哈萨克草原腹地，最终控制了大玉兹。同时，沙皇俄国也从西、北两个方向对哈萨克汗国入侵。至18世纪中叶，小玉兹被沙皇俄国兼并，大玉兹臣属准噶尔汗国，而中玉兹则受到了两国的双重控制。
1745年，准噶尔可汗噶尔丹策零染病去世，其子策妄多尔济那木扎尔继位。1749年，年少荒唐不理政务的那木扎尔囚禁了替自己打理政务的姐姐鄂兰巴雅尔，姐夫萨因伯勒克拥立噶尔丹策零的庶长子达尔扎，并发兵伊犁囚禁了那木扎尔。由于达尔扎母亲出身卑微，继立后一些出身显赫的贵族不服，密谋拥立噶尔丹策零幼子策妄达什，但还未行动就败露了。策妄达什被处死，密谋者达什达瓦被杀，达瓦齐和阿睦尔撒纳出逃哈萨克汗国，投靠了中玉兹的阿布赉汗。1753年，阿睦尔撒纳和达瓦齐率部偷袭伊犁，杀死达尔扎后，达瓦齐继位为珲台吉。不久，阿睦尔撒纳和达瓦齐反目，劣势的阿睦尔撒纳向阿布赉求援，达瓦齐不敌，放弃首都伊犁退往博尔塔拉。哈萨克人在伊犁大肆烧杀，焚毁了固尔札庙和海努克庙。1754年，达瓦齐反击，阿睦尔撒纳战败投清。1755年7月，清朝乾隆皇帝顺势发动西征，清军迅速击败了达瓦齐，平定了伊犁。1755年8月，阿睦尔撒纳叛清自立。1756年3月，清军再次攻占伊犁，阿睦尔撒纳出逃中玉兹。1757年，阿睦尔撒纳与阿布赉反目，阿布赉上表归顺清朝，被称为“左部哈萨克”。1758年，清军在平定阿睦尔撒纳叛乱中兵至大玉兹领地，原本就附属于准噶尔汗国大玉兹投降，也成为清朝藩属，被称为“右部哈萨克”。
对于如何管理哈萨克各部，清廷最初多以为既已归降，应实施具体管理，但乾隆认为哈萨克远离内地，决定对哈萨克人施行宽松的羁縻从属政策。所以哈萨克归附后，仍维持原有体制。清廷应阿布赉汗所请，赐予各部封号，并在乌伦古开市贸易。但对于阿布赉希望清廷准许哈萨克人到塔尔巴哈台附近准噶尔旧有牧场进行游牧的请求，清政府在给阿布赉的敕书中予以了婉言拒绝。

### 入界内附

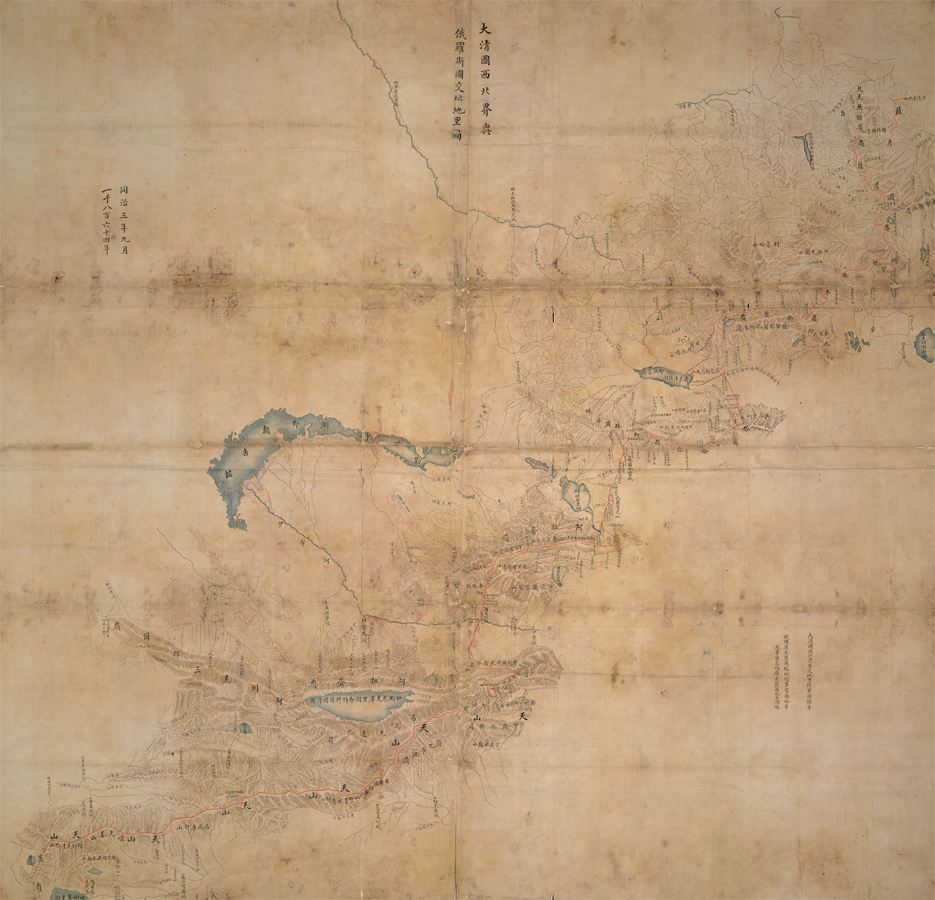
1864年的中俄西北边界

由于准噶尔汗国末年，瘟疫流行，内战不止，大量人口死亡，而随着很多部族出走俄罗斯、哈萨克和中国其他地区，准噶尔人口进一步减少。在清朝平定准噶尔战争中，不少参与叛乱和被怀疑参与叛乱的部落被清军剿灭，未参与叛乱的部落也有很多被清军编入八旗或迁往漠北。平定准噶尔战争过后，原准噶尔部人口已经降至鼎盛时期的十分之一左右，很多准噶尔人的原有牧场成为闲旷之地。清统一新疆后，哈萨克归附，希望清廷准其到伊犁、塔尔巴哈台西北原准噶尔部的牧场游牧，被清廷拒绝。1760年，清廷曾下令凡入境者一律予以驱逐。但越境游牧的现象却日益严重，沿边各地均有越界放牧的哈萨克人，清政府不得不整治边防，将私自跨境者驱逐出界。
1762年，清政府新设立伊犁将军府统辖全新疆的军政事务，惟其所统治疆域包括巴尔喀什湖以东以南的广大区域，因此当时居于伊犁、塔城、阿尔泰和巴尔喀什湖之间的哈萨克族开始受到清朝政府的直接统治。由于伊犁等处沿边地区地旷人稀，从1766年开始，清政府对自愿内附的哈萨克人采取了来者不拒，妥善安置的政策。1766年，塔塔拜等十一人请求内附，被安排到雅尔（今哈萨克斯坦乌尔扎尔）。1767年，清廷开始准许哈萨克人到卡伦以内的空闲地方游牧，并归定牧税为百分之一，此后哈萨克请求内徙者逐渐增多，巴尔喀什湖以东、以南的伊犁、塔尔巴哈台，以及斋桑泊等地成了哈萨克的牧地。但是随着7万余众的土尔扈特人于1771年回归新疆，被安置在各地，以及内附哈萨克游牧民的陆续安插，可用来成批安置内附哈萨克人的沿边闲旷草场越来越少。1776年，清采取了限制接收哈萨克入界内附的政策，规定只有在伊犁、塔尔巴哈台等处有亲属的才能被接收安插。1777年冬，大批哈萨克人越界进入塔尔巴哈台沿边躲避风雪，与巡边部队发生冲突。1790年，游牧于斋桑泊一带的阿巴克克烈部首领库库岱率团到北京觐见乾隆皇帝，被册封为镇国公。1794年，清政府允许哈萨克人在缴纳租税后，进入清西部疆界与卡伦巡逻线之间的“界内线外”隙地游牧。入界纳租游牧合法后，跨界而来的哈萨克人成倍增长，沿边地带不敷使用后，哈萨克牧民进一步深入新疆，分布区域从最初的阿勒泰地区扩散到了塔城、博格达、巴里坤、玛纳斯等地，不少哈萨克人开始常年驻牧在新疆界内。:137
至19世纪初，新疆伊犁、塔尔巴哈台界内卡外隙地，实际上已经成为移民中国的哈萨克人的固定游牧场所。1864年，清政府与沙俄签订《勘分西北界约记》，丧失了巴尔喀什湖以东以南数十万平方公里领土，根据该条约，在新丧失区域游牧的哈萨克人被划归俄国。由于正值同治新疆回变，清政府并不能有效控制西北边境，十万多俄属哈萨克人越过新划边界迁入中国。其中，库库岱公之子阿吉率部属南下迁至萨乌尔山。1864年，宁远阿奇木伯克阿布都鲁素率领维吾尔族塔兰奇屯民起义，攻占宁远城。11月，起义军领导权被迈孜木杂特篡夺，建立“塔兰奇苏丹国”。1871年，哈萨克阿勒班部落的塔扎别克率领一千多户哈萨克牧民突破俄军的围堵，迁徙到伊犁的托古斯塔留游牧，沙俄遂以此为借口发动侵略伊犁的大规模战争，7月，沙俄武装强占伊犁。由于俄国入侵，部分哈萨克部落迁往博尔塔拉、天山北部裕勒都斯草原、额林哈毕尔噶以及乌鲁木齐河上游。1878年，清政府收复新疆后，再次清理和安置境内哈萨克人，愿意归俄的不留难，愿意归中国的择地安插。1882年7月，3000余户黑宰部哈萨克人投奔伊犁，被伊犁将军金顺安置到博罗塔拉北山一带住牧。1884年4月，中俄签订《会订塔城哈萨克归附条约》，又有1800多帐户哈萨克牧民选择脱离俄国前往中国。1894年5月，中方收回巴尔鲁克山，将790户哈萨克牧民安插到巴尔鲁克山察罕托海一带。
1884年，新疆建省，最高行政长官变为甘肃新疆巡抚，但由于伊塔地区靠近俄国占领的哈萨克草原，处于国防前哨的位置，因此仍另设有管辖范围缩小为伊塔地区的伊犁将军。建省后的伊犁将军仍驻惠远城，统辖伊犁塔城的满营和锡伯、索伦、察哈尔、额鲁特各营，监督蒙古、哈萨克、布鲁特各部落，节制伊犁镇标（兼受巡抚节制）及伊塔道，办理中俄交涉事务等。阿尔泰地区则属于清政府1761年设立科布多参赞大臣管理，而科布多受乌里雅苏台将军统辖，1905年，将阿尔泰从科布多划出，另设阿尔泰办事大臣，直属中央。新疆建省后，仿照蒙古族所行的札萨克制度，在哈萨克各部落中设置王、公、贝子、台吉、乌库尔台、扎楞、藏根等职，统治各部落牧民。同时改行定额租赋，牧民负担较前加重。光绪末年，阿勒泰的哈萨克牧民大批逃往镇西（今巴里坤）、木垒、乌鲁木齐与绥来（今玛纳斯）等地山区，有的还逃往青海，大体上形成了此后中国境内哈萨克的分布状况。

### 民国时期
中华民国成立后，杨增新被袁世凱任命为新疆都督，后長期任新疆省长。伊犁将军改称伊犁镇边使，阿尔泰办事大臣改称阿尔泰办事长官，仍直属中央，1914年伊犁改镇守使，开始归新疆省统辖。1916年，塔城参赞改为道尹，兼管哈萨克族部落，直属新疆省长兼都督统辖。1919年，阿尔泰改道尹，划归新疆省。杨主政新疆期间，在民族和宗教的政策上，採用了懷柔牽制的政策。作为一个传统士大夫，杨增新治理新疆更倾向用传统的方式，注重农业和传统手工业，在各地广修水渠，开垦荒地，在维吾尔族、哈萨克族地区发展羊毛加工业。在其治理下，新疆社会繁荣，秩序井然，民族和宗教矛盾得到极大的缓和。
1912年，阿勒泰扎克热亚（札木爾克）、拜穆拉等率领哈萨克族使团到北京。北洋政府封库库岱公第四世孙艾林为郡王，吾木尔泰为公，马米和扎卡利亚为贝子，下设12个台吉，12个乌库尔台。
第一次世界大戰期間的1916年，因不滿俄羅斯征兵政策，中亚地区爆发大规模抗俄起义。中亚各族共计二十多万人因躲避战乱而逃入中国新疆境内，其中哈萨克族人数最多。对于哈萨克族的迁徙，杨增新指令各县划定地段，分别安插。1928年，杨增新遇刺身亡，金树仁继任新疆省主席。1930年代初，斯大林發動農業集體化，苏联多地爆发大饥荒，哈萨克斯坦的饥荒使得很多哈萨克人逃亡至中国。除饥荒之外，当时苏联政府主导的阶级斗争也影响了哈萨克，富裕的哈萨克人被划定为“巴依”，财产被分给穷人，一些富人为保护自己的财产迁入中国。1930年，阿巴克克烈部切如齐氏族台吉达列力汗·苏古尔巴也夫及其所部牧民从外蒙古乌列盖返回阿尔泰，该部是其祖父时从阿尔泰迁往乌列盖的。1932年，哈密暴動，甘肃回族军阀马仲英受哈密叛军邀请入疆。福海一带哈萨克族发动暴动，并多次进攻承化寺。1933年，马仲英部将马如龙率军攻入阿勒泰，艾林郡王的异母弟沙里福汗则率部抵抗，迫使马部退出阿山地区。:137-140
1933年，盛世才通过政变上台，任新疆临时督办。盛世才掌权后，依靠苏联稳固统治，曾长期实行亲苏亲共政策。但由于盛世才治下的残酷剥削，新疆哈萨克族从1934年起便相继向甘肃、青海两省迁移，至1938年估计有18,000人的克烈部落哈薩克人進入甘肅與青海。1934年，居住在哈密及巴里坤一带的哈萨克族中有五百户东迁，其中约三百户迁至甘肃酒泉一带，约二百户迁至青海湖以西茶卡一带。1936年底，巴里坤又有约四千余户哈萨克族相约东迁，由于此次迁移规模大且有组织，途中遭到盛世才派军追击拦截，到甘肃安西时仅剩下约九百户，由头人沙不鲁巴依等率领迁往青海茶卡，与此前的二百户合居。1938年，盛世才在新疆制造了“阴谋暴动案”，出动人马大肆逮捕哈萨克族头人，同时又以邀请哈萨克族部落头目去乌鲁木齐开会名义将20多名部落头目和牧主抓捕，部分直接被杀害，部分被关入狱。后又将把准备搬迁到甘肃的胡达巴依、叶尔米克巴依等18人抓进监狱，除几人生还外，其余均死在狱中。迁到甘肃酒泉一带的哈萨克族，因遭马步芳部苛扰，于1939年至1941年间，也有一部分陆续迁来青海湖以西的茶卡、尕斯、马海一带，其中以1939年1月间迁茶卡的约七百户规模最大。 都兰、茶卡一带原为蒙古族的游牧地区，1939年，蒙哈两族爆发严重冲突，1940年8月间，约有三百户移往共和县。海西的其他哈萨克族则夺得马步芳茶卡骆驼场中一百多峰骆驼，准备西迁西藏，西迁约有九百户人，行至阿尔顿曲克（今青海省格尔木市境）时被马步芳下属一团兵力，以及蒙、藏民团一千余人包围。后由马军押送返回茶卡，途中在巴隆宗家附近被马军缴械，部分头人被逮捕，双发爆发混战，约一百户哈萨克族被杀，几乎全部财产被夺走或丢弃，剩余八百户哈萨克族再次逃到阿尔顿曲克，后约一百户逃往柴达木西端的尕斯，其余七百户逃入西藏。
1942年，盛世才转而与中国国民政府合作，苏联开始积极扶植遭盛世才压迫的新疆各少数民族人士，组织各种武装及政治组织。
1943年，达列力汗·苏古尔巴也夫在苏联派出的以波波夫少将为首的12人顾问团陪同下，从苏联回到新疆阿山青河县布尔根河流域。布尔根河地区是当时阿山牧民暴动武装的基地，由阿巴克克烈部落莫勒合氏族的乌斯满·巴图尔领导的游击武装占据。1944年9月，盛世才因试图再度投靠苏联斯大林而被国民政府调离新疆。他的调离使新疆暂时出现权力真空，新疆北部爆发了多个起义。11月7日，起义部队开始攻打伊犁的首府伊宁，不久即取得胜利。11月12日，伊犁解放组织在伊宁成立东突厥斯坦共和国临时政府。伊宁沦陷后，极端民族主义者对当地汉族民众进行了大规模的屠杀，造成极其惨重的伤亡后才被临时政府制止。阿山方面，达列力汗与乌斯满所部也对当地国军据点发起进攻。1944年2月，达列力汗率部进攻青河县的亚哈提国军据点，歼敌300余人。同年5月，达列力汗鼓动周边吉木乃县、哈巴河县等县哈萨克族脱离国府控制前往青河。同年10月，“人民反盛组织”与“阿尔泰哈萨克民族复兴委员会”在青河布尔根开会，成立12人组成的“阿山革命临时政府”。同年11月，阿山游击队进攻驻扎在青河县床木希的500多名国军，歼敌300多人。1945年起，阿山游击队开始全面进攻驻扎在阿山地区的国军。1945年2月，游击队占领吉木乃县。1945年3月，收缩在二台的2000余名国军被达列力汗亲率游击队包围，国军乘车突围被大雪所困，被歼千余人，损失大批武器及两部电台。
三区革命初期是苏联支持下的反盛世才及中国国民党的少数民族各界人士的大杂烩，泛伊斯兰主义者、泛突厥主义者、共产主义者都在其中。最初革命的领导权主要把持在宗教上层人士手中，他们试图将事变引导到使新疆脱离中国、对汉族人进行仇杀的道路上。1945年4月8日，三区革命的各游击队及各武装合并，成立了民族军，由苏联将领波利诺夫担任总指挥。民族军是由维吾尔族、哈萨克族等多民族共同组成的军队，成立后进行了一系列进攻，将临时政府的控制区扩展到伊犁河谷之外。1945年8月初，阿山游击队进攻承化县，期间有吉木乃游击队配合，并得到了蒙古人民共和国军队大约50多人的支援，但未能攻克承化县。8月21日，在吉木乃县游击队配合下，民族军列斯肯团攻克塔城地区的要地和丰，随后进军阿山。9月1日，夜渡额尔齐斯河，列斯肯团包围布尔津县城，经一昼夜战斗，全歼布尔津县城国军。9月5日下午，列斯肯率先头部队到达承化县阿苇滩和达列力汗会师。9月5日夜，国军弃城逃向蒙古国边境，在奥尔尕提达坂遭到蒙方阻拦，后路被追击而来的达列力汗截断。中国国民党方面的阿山专员高伯玉、少将警备司令宛凌云及手下3000多名官兵被迫投降。国军至此被逐出阿山全区。9月20日，在阿山的游击队被改编为民族军阿山哈萨克族骑兵团，达列力汗担任团长。
1945年8月14日中华民国国民政府与苏联达成《中苏友好同盟条约》之后，苏联受到条约的压力而停止支持三区革命。9月，三区政府在民族军进攻阿克苏受挫后开始与国民政府和谈。1946年6月27日，东突厥斯坦共和国临时政府解散，改组为伊犁专区参议会。1946年7月1日，新疆省成立了由“三区”、新疆“七区”（中国国民党统治区）、国民政府三方面人士组成的新疆省联合政府，张治中任主席。达列力汗任省府委员兼卫生处处长，但经三区方面批准未到迪化就任，仍然留在承化县。
阿山方面，乌斯满在苏联顾问撤走后的11月4日前往承化就任公署专员，他坚定维护哈萨克族的传统宗教，政治上希望实行伊斯兰教法，现实中要求维护部落的土地权利及部下的利益，反对苏联开采矿产。而达列力汗则代表亲苏联势力抵制实行伊斯兰教法，与乌斯满的矛盾激化。在夺取阿山后，新成立的行政公署除了乌斯满出任公署专员外，其部下仅一人获出任公职，也引起了乌斯满的不满。1946年3月，乌斯满离开承化，返回家乡富蕴县库拉特草原。5月，乌斯满在阿山东部自行收税。同月，苏联采钨队到富蕴县采矿，乌斯满主张武装驱离，遭到达列力汗等人的强烈反对，双方决裂。随后，阿勒泰的克烈部落也分裂为追随乌斯满的“上阿勒泰”和追随达列力汗的“下阿勒泰”，1946年初冬至1947年春，双方发生战争。
1946年6月，第二次国共内战全面爆发。1946年8月至9月间，乌斯满多次派人赴迪化联络国民政府方面，要求给予援助并派军队到阿山。当局随即给乌斯满调拨大量武器弹药，并派出军统特务携电台跟随乌斯满行动，以便乌斯满和迪化联络。1946年11月，乌斯满袭击福海县。1947年1月至3月，乌斯满率600人的武装先后五次偷袭承化县等地，胁迫大批牧民迁移。1946年12月，阿合買提江·哈斯木和阿巴索夫等“三区”方面人员作为新疆代表，到南京参加了制宪国民大会。会议期间，三区方面开始与中国共产党方面直接接触，请求中国共产党将东突厥斯坦人民革命党接受为自己的下属组织，并由中共中央派干部去领导工作。中共中央仅同意与新疆共产主义者同盟先建立友谊关系，并未答应充当后者的领导。
1947年2月，三区方面发布命令，撤销乌斯满一切职务，任命达列力汗担任阿山行政公署专员。并从伊宁、塔城等地调集3个骑兵团，并附以炮兵，归伊斯哈克江指挥，向阿尔泰进兵。乌斯满于2月间退出承化到青河以北的温都哈拉附近与三区方面周旋，后于3月间被迫退到苦儿图，4月中旬又退到大石头与乌龙布拉克一带。后与国民政府部署在北塔山的骑一师马希珍连取得联系。1947年5月，麦斯武德接替张治中出任新疆省主席，三区领导人和国民政府的关系恶化。6月5日，北塔山事件爆发，外蒙古军队在飞机的支援下进犯新疆境内的北塔山地区，乌斯满部参与守土成功击退入侵蒙古军。8月，三区在省政府的人员陆续返回伊宁，三区与国民政府统治的“七区”重新形成武装对峙。受国民政府支持的乌斯满、哈力伯克、乔嘉甫等势力對“三区”发動武装進攻。乌斯满兵分三路进攻阿山，达列力汗不敌率部撤离。但在民族军总指挥部调军增援后，乌斯满大部主力遭歼灭，仅率残部逃走。1947年10月17日，民族军进驻承化县。10月22日，阿山各县全部被民族军收复，乌斯满自此一蹶不振。为表彰达列力汗恢复阿山的战功，三区方面授予其“人民英雄”勋章。

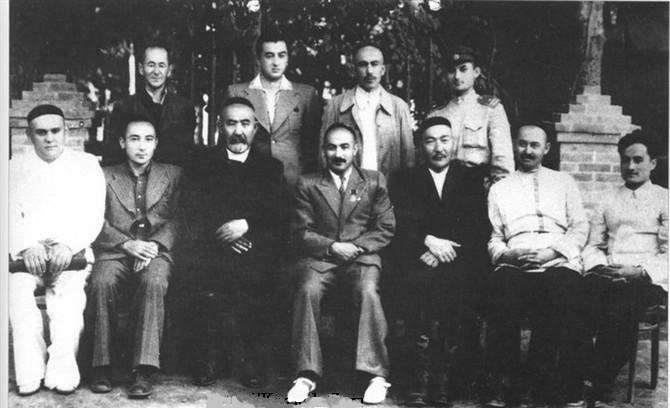
新疆保卫和平民主同盟部分领导成员合影，右三为达列力汗

1948年4月间，乌斯满率部离开北塔山附近的大石头、乌龙布拉克一带南下到奇台。1948年8月1日，民主革命党和民主青年团合并成立新疆保卫和平民主同盟（以下简称“新盟”），新盟成立大会在伊宁召开。9月13日，“新疆保卫和平民主同盟阿山分会”在承化县成立，达列力汗当选主席。新盟从自己的名称上就批判并抛弃了泛伊斯兰主义、泛突厥主义，采用“新疆”这一称谓，摒弃了“东突厥斯坦”的称号。新盟主席阿合买提江·哈斯木后来在《国际形势与新盟》一文中所强凋说：“虽然按言论自由精神，我省的地理名称可以随意称呼，但在政治上、程序上必须称之为新疆，这在新盟组建会议上已作了专门规定，我们采用了‘新疆保卫和平民主同盟’。”
民国时期，虽然中国共产党对新疆的影响极其有限，但在新疆当地发展有亲共产主义的组织。这些组织中最主要的是1948年成立的新盟，1944年新疆共产主义者同盟发展而来的战斗社和1947年成立的先锋社。新盟是三区革命后期的领导机构，其成员主要由维吾尔族和哈萨克族青年构成，战斗社和先锋社成员主要由汉族和回族青年构成。中国人民解放军在进军新疆前，邓力群曾先行到新疆与上述的三个组织建立联系，开展了争取新疆和平解放的努力，得到三个组织的积极响应。1949年8月，达列力汗等三区领导人受中共中央邀请到北平参加中国人民政治协商会议第一届全体会议，在乘飞机途经苏联时发生扎巴依喀勒山空难，达列力汗等机上全体人员遇难。

### 共和國時期
1949年9月26日，国民政府新疆省主席包尔汉·沙希迪正式通电起义，将省政府改组成新疆省临时人民政府，暂时维持全省政务，听候中央人民政府的命令。10月1日，中华人民共和国成立。10月12日，中共中央决定成立中共中央新疆分局，以王震为书记，由于部队正在进军新疆途中，新疆分局未组建工作机构和开展工作。11月7日，王震、徐立清等人到达迪化后，新疆分局正式组建成立。12月，成立新疆省人民政府和新疆军区。12月29日，驻新疆的国民党军新疆警备司令部及其所属起义部队改编为中国人民解放军第二十二兵团，新疆和平解放。哈萨克族地区随之成为新成立的中华人民共和国实际统辖的一部分。1950年1月10日，民族军在伊宁正式改编为中国人民解放军第5军，下辖第13师、第14师，军部驻伊宁，主要领导人中第14师师长阿里木坚诺夫·乌布拉音拜为哈萨克族。
1949年9月28日，美国前驻迪化副领事、中情局特工马克南离开迪化，后前往奇台和乌斯满会面。1950年3月19日，尧乐博斯带领哈密武装逃进奇台南山，与乌斯满、原新疆省政府财政厅厅长贾尼木汉，以及骑兵第七师回合。3月，乌斯满被国民政府任命为新疆反共复国军总司令。乌斯满等人裹挟2万多牧民发动武装叛乱，叛乱迅速蔓延到天山南北。4月，乌斯满等部开始向解放军驻守哈密东北地区沁城、小堡、南山口、伊吾等地的部队发动攻击，并大肆进行抢劫，在2个月的时间里，共进行了抢劫300余起，烧毁民房30余间，造成130余群众死伤。位于奇台南山的大、小红柳峡一带是乌斯满武装的中心所在，东向巴里坤取包围态势，并企图伺机夺取哈密，截断解放军与关内的交通。而该武装的主力则奇台沿公路向西运动以图攻占新疆首府迪化。4月15日，解放军冒风雪突袭红柳峡，乌斯满率部逃走。乌斯满残部由新疆逃至甘肃敦煌、安西一带，经新疆、甘肃部队联合清剿，大部分到11月已被人民解放军歼灭。1951年2月19日，乌斯满在青海省柴达木盆地以北，甘青两省交界的海子被捕。4月29日，迪化各族各界群众8万余人，在人民广场举行公审大会，审判乌斯满的叛乱罪行，乌斯满被执行枪决。1952年至1953年间，经新疆省人民政府批准，被乌斯满裹挟到镇西的300户哈萨克族牧民迁回阿勒泰。
1952年8月22日，新疆省第一届第二次各族各界人民代表会议举行，宣布正式成立新疆省民族区域自治筹备委员会，筹委会主要领导中副主任安尼瓦尔·加库林为哈萨克族。
1954年11月27日，伊犁哈萨克自治区在伊宁市正式宣告成立。1955年11月，伊犁哈萨克族自治区改称伊犁哈萨克自治州。1954年还成立了木垒哈萨克自治县、巴里坤哈萨克自治县。1960年代初，中国正值经济困难时期，而中苏关系恶化，苏联煽动霍尔果斯和塔城两地的包括哈萨克族在内的各族居民大量迁往哈萨克斯坦，是为“伊塔事件”。
1951年1月，甘肃省敦煌县成立了“安置流散哈族工作委员会”。1953年3月，中共中央西北局和西北行政委员会在兰州召开了“甘青新三省边境哈族头人联谊会及各族团结会”。会上讨论了划分哈萨克族牧居区域，建立民族自治政权，发展民族经济文化等问题，拟定了《甘青新边境各族代表关于加强民族团结，安置边境哈族的协议意见》。按该文件规定，甘肃以海子为中心，东至哈尔腾东端的托逊堡，西至安南坝，南至海子南端，北至燕都尔图，为哈萨克族居住和放牧区域；青海都兰方面以格尔木为中心，东至达赍，西至乌图美仁，南至古尔班崖吉，北至且如地带为哈萨克族居住放牧区。1953年，甘肃省政府在敦煌县以南，以海子为中心的地区置阿克塞哈萨克族自治区筹备委员会。1954年4月26日，阿克塞哈萨克族自治区成立，驻博罗转井；1955年，改名为阿克塞哈萨克族自治县，1998年，县政府驻地由博罗转井镇迁至红柳湾镇。1953年9月11日，青海省在格尔木成立了阿尔顿曲克哈萨克族自治区筹备委员会，1954年7月15日，海西阿尔顿曲克哈萨克族自治区正式成立。
1983年，青海省海西州阿尔顿曲克哈萨克族自治区的哈萨克族向政府前去调研民族问题的人反映，由于当地哈萨克族人口少，婚配存在困难；放牧区域海拔过高，人畜易生病等原因，希望可以迁回故乡新疆阿勒泰地区。1983年10月13日至15日，在国家民族事务委员会的指导下，青海、新疆两省区有关部门召开会议专门研究这部分哈萨克族群众的返迁问题，并形成了《关于青海阿尔顿曲克哈萨克族群众搬迁新疆问题的会议纪要》。国家民委、财政部为此下拨100万元安置专款，青海省承担返迁费用，新疆维吾尔自治区拨安置基建专款。1984年，阿尔顿曲克区238户1175名哈萨克族集体迁回新疆，主要安置地在阿勒泰地区、昌吉回族自治州和乌鲁木齐市。
1985年之后，回迁人口中有一小部分又陆续返回海西。2002年，海西州专门拨款为他们新设了定居村落马海村。2010年当地政府批给土地，后由西宁的一家穆斯林协会投资60万在马海村修建了大柴达马海清真寺。
1991年苏联解体，哈萨克斯坦独立后，哈政府开始倡导境外哈萨克族回归“历史祖国”，并推出了众多政策支持，中国部分哈萨克族人选择迁居哈萨克斯坦。据哈萨克斯坦2012年出版的《哈萨克斯坦与国外哈萨克族》一书相关统计，自1991年至2011年，有10.6万以上的中国哈萨克族移民至哈萨克斯坦。

## 语言文字
中国哈萨克族通行哈萨克语，该语言属阿尔泰语系突厥语族钦察语支，其形态结构为黏着语类型，与之相近的亲属语言有维吾尔语、柯尔克孜语、乌孜别克语、塔塔尔语、西部裕固语、撒拉语等。哈萨克语比较统一，方言差别不大。哈萨克语词汇丰富，除传承下来的大量古突厥词汇外，还有很多阿拉伯语和波斯语借词，蒙古语、俄语、汉语借词也有不少。
哈萨克族的先人在公元6至8世纪使用过突厥文，8世纪以后使用过回鹘文。10世纪后，随着伊斯兰教在中亚的广泛传播，哈萨克族的先人逐渐采用阿拉伯字母拼写自己的语言，形成了以阿拉伯字母为基础的察合台文。20世纪初哈萨克族将察合台文进行了改革，形成了传统的哈萨克文。由于阿拉伯字母并不能充分的表达出哈萨克语的语音系统，前苏联的哈萨克族曾于1917年和1924年前后两次对哈萨克文进行改革。
中国哈萨克族的书面语言从1930年代开始发展，1940年代在阿勒泰、迪化、塔城和伊犁地区正式出版发行了哈萨克语报刊，学校开始讲授哈萨克语。1954年，中国哈萨克族又在苏联两次改革的基础上对哈萨克文字母表进行了一次修订，修订后共有字母33个，其中元音字母9个，辅音字母24个。与阿拉伯文一样，传统哈萨克文以词为单位从右往左连写，字母视其位置不同，存在词首、词中和词末3种变体。
1959年，中国哈萨克族设计了以拉丁字母为基础的新文字方案，并于1965年开始推行，称“哈萨克新文字”，相应的传统哈萨克文被称为“哈萨克老文字”。由于哈萨克新文字的推行效果不佳，1982年9月13日，新疆政府决定全面恢复使用老文字，新文字仅作为拼音符号加以保留。
由于中国哈萨克族长期与汉、维吾尔、蒙古等族频繁的交往，不少哈萨克族兼通这些民族的语言。

## 宗教信仰
历史上，哈萨克族有过原始的图腾崇拜，如太阳、火、老鹰、狼等都曾是崇拜的对象，后来还信奉过萨满教、祆教、景教、佛教等，八世纪后，有部分氏族部落开始接受伊斯兰教，到十六世纪，伊斯兰教已基本上成为哈萨克全民族信仰的宗教。
受生产与生活方式的制约以及部落制度、传统习俗的影响，伊斯兰教在哈萨克族中的发展经历了一个长期、缓慢的过程。哈萨克族的所信奉的伊斯兰教同新疆其他各穆斯林民族一样，具有其鲜明的民族特色，如残存有很多萨满信仰和拜火、拜日等习俗。受萨满教等自然宗教的影响，哈萨克族崇尚“万物有灵”的自然观念，崇拜日月，敬仰水火，崇拜各种自然神，认为“万物皆有生命”，每种牲畜都有一个专门的保护神，受神的支配，哈薩克人也崇拜狼，認為狼是騰格里的寵物與使者。整体上，哈萨克族信仰伊斯兰教的意识较其他穆斯林民族要淡薄，这体现在哈萨克族居住区的清真寺少，神职人员少，经常参加宗教活动的民众也少。但伊斯兰教对哈萨克族的现实生活，特别是婚丧嫁娶、民俗风情方面仍具有很大的影响，哈萨克人在饮食、丧葬等生活方面都遵守伊斯兰教所规定的礼仪和禁忌。
哈萨克族信仰的是伊斯兰教的逊尼派教义，在哈萨克的宗教体系中并无门宦制度，教派纷争很少。哈萨克族的礼拜寺很少或没有瓦合甫财产，由于长期游牧，固定礼拜寺很少，且多以氏族部落为单位建立，只有在氏族部落人数过少时才几个氏族共建一个。与伊斯兰教《布哈里圣训实录》的要求不同，在哈萨克族丧葬习俗中，“如果丈夫去世，其妻子立即头戴白布哭唱挽歌”，而且“送葬时，死者家属要哭唱送丧歌”。哈萨克族的遗产制度与古兰经的规定也不尽相同。

## 文化习俗

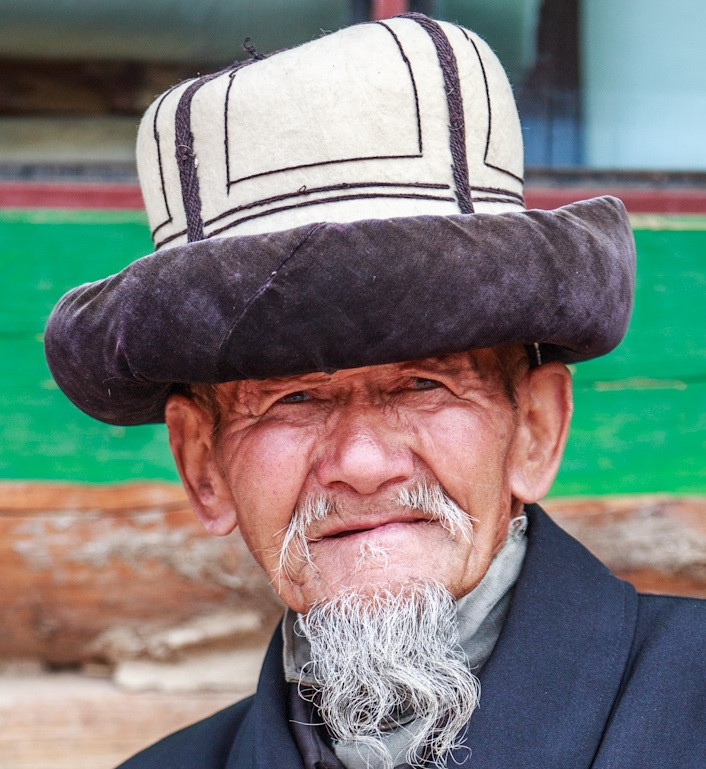
身穿传统服饰的哈萨克族老人

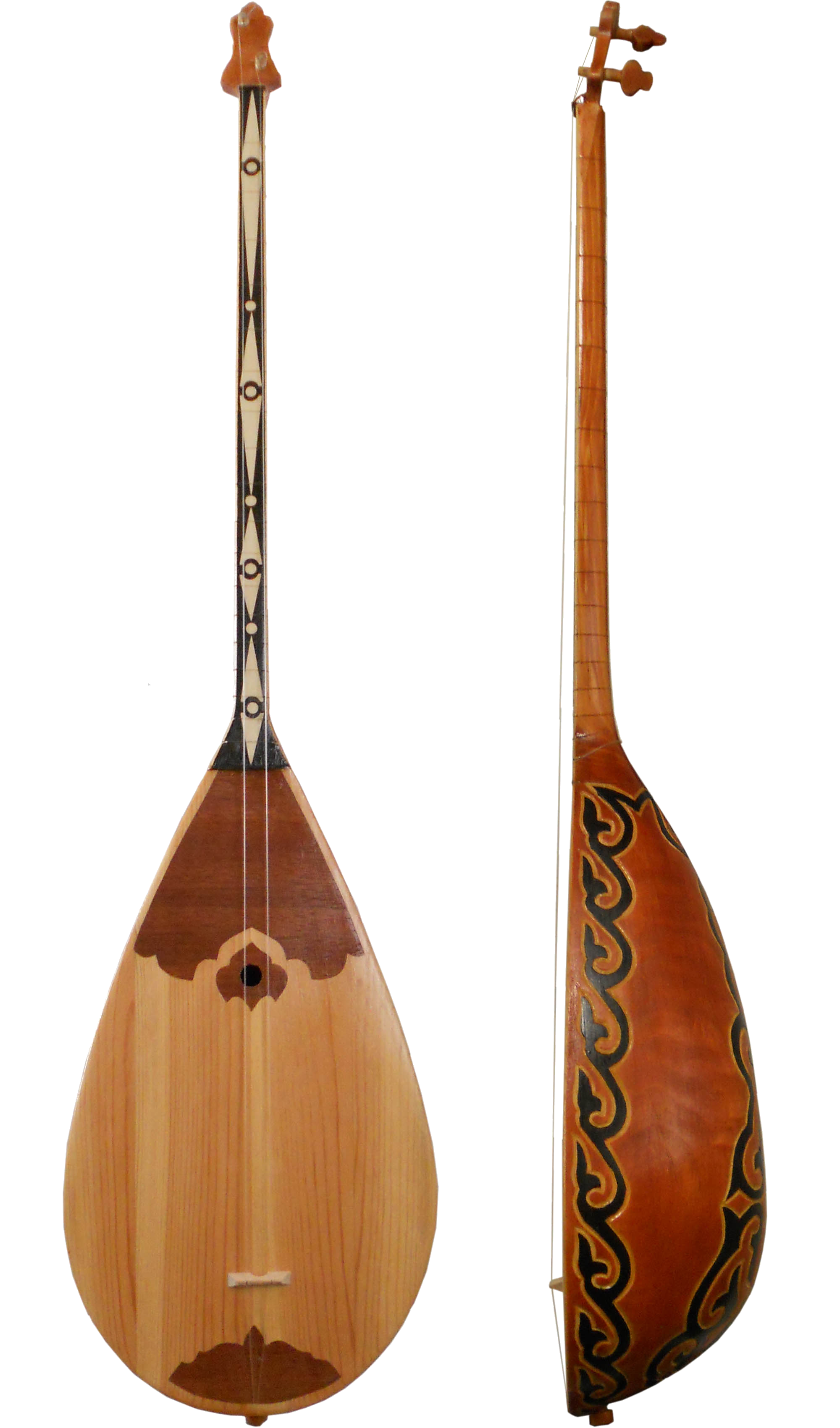
冬不拉

哈萨克族在游牧、迁徙过程中，吸收周围民族的文化内容，创造出了具有自身特色的哈萨克民族文化。影响哈萨克文化发展的周边民族文化，包括中亚和南疆的绿洲农业文化，维吾尔文化、俄罗斯文化、乌克兰文化、塔塔尔文化，以及中原汉文化和中国北方满族—通古斯文化等。

### 文学艺术
哈萨克文学包括书面文学和口头文学，口头文学的地位十分重要。神话、传说、民间故事、叙事长诗、爱情长诗、民歌、谚语等在哈萨克口头文学中占有重要地位，其中尤以长诗所占地位突出。据统计，哈萨克族约有200多部长诗，代表作如《英雄塔尔根》《阿勒帕米斯》等，史诗有《萨里海与萨曼》、《阿尔卡勒克英雄》等。哈萨克族工艺美术丰富多采，妇女会制作毡房、各种毡制品、毛制品和服饰。不少男子会制作木器、铁器和骨器。用金银、玉石制作的各种装饰品造型艺术水平较高。哈萨克族爱好音乐，能歌善舞，民间乐器有冬不拉等。

### 民居

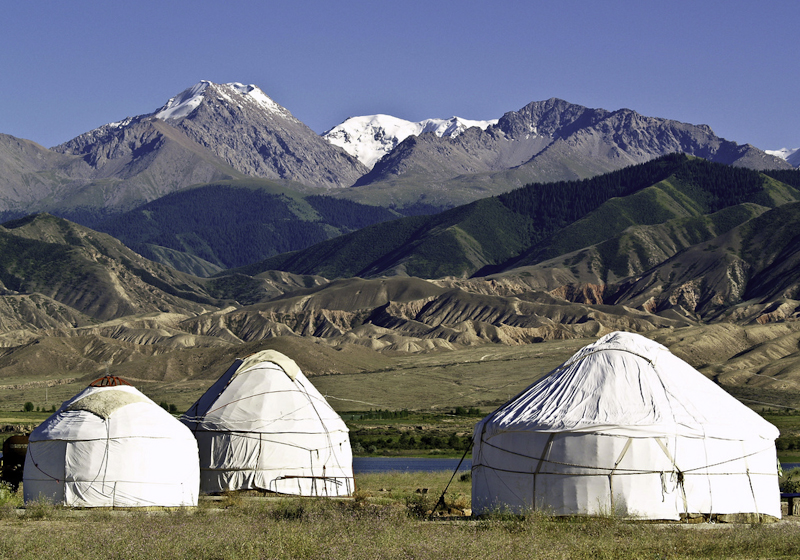
毡房

哈萨克族传统上，绝大多数牧民都是按季节转场放牧，过着逐水草而居的游牧生活。其中，在春、夏、秋三季，牧民住的是可以拆卸和携带的圆形毡房。哈萨克毡房是游牧转场时适合搬迁的一种简易住房，特点是携带方便，易于搭卸，是中国哈萨克族的传统民居。冬季，牧民则迁往俗称“冬窝子”的冬季牧场，住在土打墙住房或木房中。
哈萨克毡房由围墙、房杆、顶圈、房毡和门等部分组成，分上、下两部分。下部为圆柱形，上部为穹形。毡房骨架一般就地取材，下部用红柳枝杆和芨芨草做成圆栅，上部用笔直的木杆搭成圆锥性骨架，然后上下两部分结合就搭成了毡房的框架。毡房的顶圈一般也使用红柳木制成。骨架外面铺盖有毛毡。天窗在穹庐顶的中央，上有活动的毡盖，毡盖平时打开通风透光，风雪时盖上多避风寒。毡房的大小是根据房墙的多少来定的，一般毡房用六块毡墙，每块毡墙宽约2-3米，高1.7-2米。毡房门多东向而开，高1.5米左右，装有雕花双扇木板门。毡房中间是火塘，前半部分放物品用具，后半部分住人待客，右后方存放食物、炊具。受伊斯兰教影响，毡房的西墙不挂人像，睡觉时不能头东脚西。除了食宿之外，还会在毡房里举行赛歌会、阿肯弹唱或舞会等活动。
冬季的房屋多用木头、土坯和石块构建而成，外形为四方平顶，也房顶呈穹庐形的圆顶房。哈萨克族房屋四周一般还有用来圈放牲畜的篱笆或土墙。

### 传统节日
中国哈萨克族的主要节日有古尔邦节、肉孜节和纳吾鲁孜节。古尔邦节和肉孜节为伊斯兰教宗教节日，又分别被称为宰牲节和开斋节。诺鲁孜节为波斯历新年，是伊朗人和伊朗周边多个民族的传统节日。每逢节日喜庆时，哈萨克族还会举行传统的刁羊、赛马和姑娘追等游戏。
纳吾鲁孜节，是伊朗历的新年，日期为每年的春分，在公历3月22日前后。节日当天，哈萨克族会身着鲜艳的民族服装，成群结队地走家串村，互相拜年。每家都做“诺鲁孜粥”（库吉）。 节日期间，人们还要开展各种文体活动，如弹唱、对唱、摔跤等。
肉孜节，也称为开斋节。“肉孜”是波斯语，意为“斋戒”。每年伊斯兰历九月为斋月。斋月期间，穆斯林在日出之后至日落之前，不能进食饮水。封斋结束，会有盛大而隆重的开斋节庆祝活动。青年男女常常选择节日期间举行婚礼。古尔邦节也是穆斯林的宗教节日，在伊斯兰历十二月十日，肉孜节后的七十天。古尔邦为阿拉伯语，意为“牺牲”、“献牲”，因此又译为“宰牲节”。古尔邦节时，有条件的穆斯林会至少宰杀一只羊。节期间，大家都要相互串门祝贺，品尝主人家的羊肉。亲友相聚，通常还会有弹琴、唱歌、跳舞等活动。古尔邦节清晨的礼拜，是一年中规模最大的一次，所有的成年男人都得去当地的礼拜寺参加聚礼。聚礼后，各家要去墓地祈祷，祈求平安。由于伊斯兰历与公历之间的差异，肉孜节和古尔邦节在春夏秋冬都可能出现。

### 传统服饰

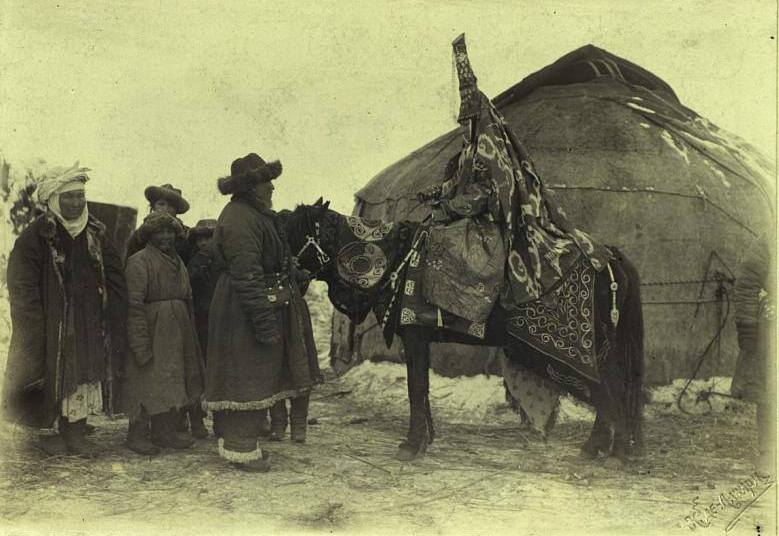
19世纪照片，马上女子头戴的是“沙吾克烈”帽

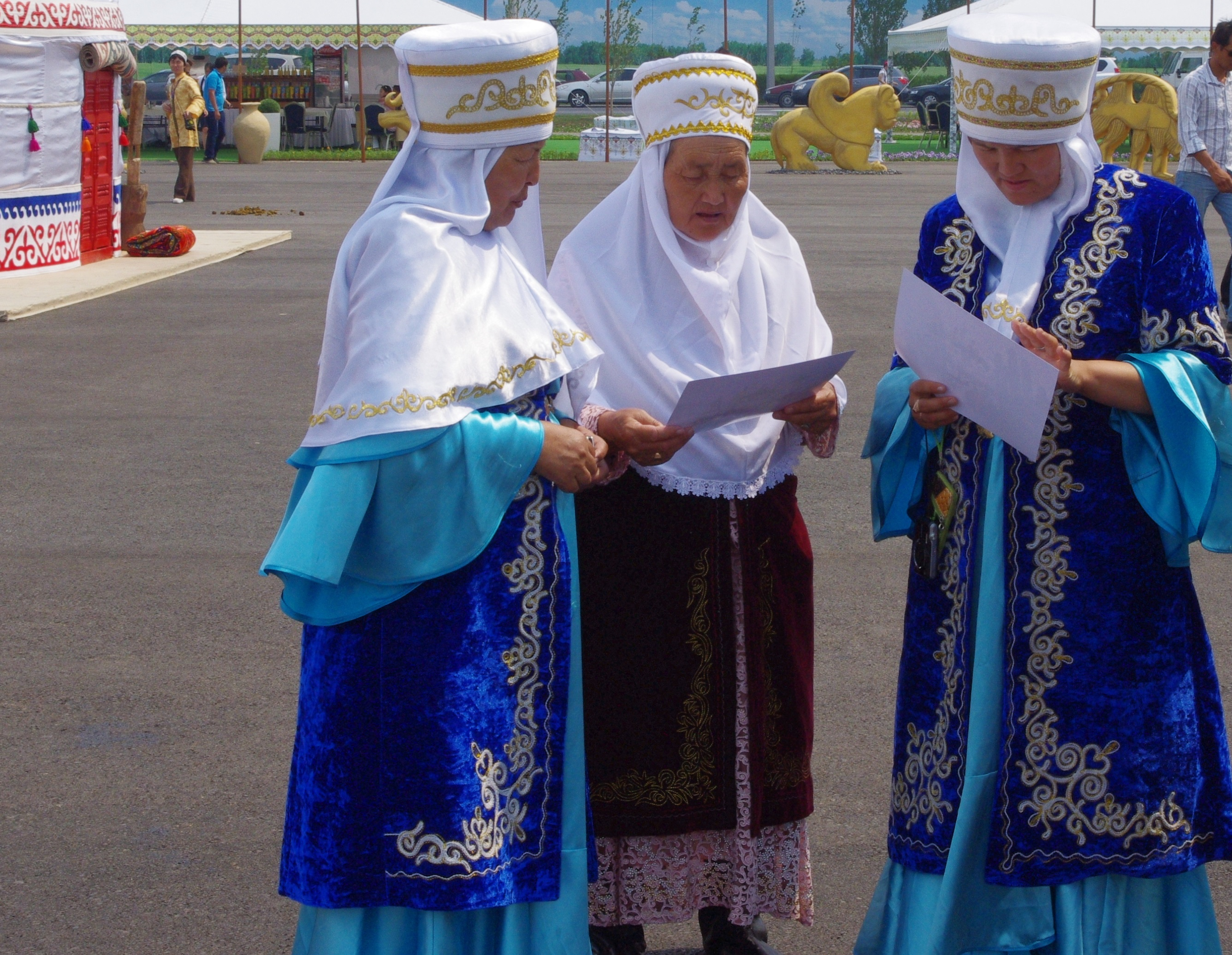
头戴克米谢克头巾的妇女

历史上，哈萨克族主要过着游牧生活，因此其传统服饰具有浓厚的牧区生活特点。作为牧民服饰，哈萨克族传统服装主要用牲畜皮毛为原料制成，而且为了方便骑马，一般制作的都很宽大。男子的传统服饰由里到外一般包括绣花套头衬衫、坎肩、短大衣、袷袢，袷袢常为对襟、无扣、长及膝部。冬天则穿皮大衣或棉大衣，大衣样式为翻领、对襟，有时内絮驼毛，称“库普”。男子腰带多镶有金属花饰，右侧可挂小刀。男子下装多为宽松、结实的皮裤或棉裤。女子穿连衣裙，外套对襟坎肩或制服。女青年的连衣裙色彩鲜艳，袖口绣花，裙摆缀有数道荷叶边，外套绣花坎肩；姑娘多穿绣花套裤。冬天穿对襟皮大衣或棉大衣。女装多用花布、绸缎、丝绒等缝制。
帽子是哈萨克族传统服装的一个重要组成，男子的帽子因地区、部落的不同而有所不同。阿尔泰地区的克烈部落冬季盛行一种“三叶”皮帽，多用羊羔皮和狐狸皮制做，用红色、紫色、黄色缎子做面子，左、右、后三面下垂，顶上饰以鹰羽毛制成的缨。天热时则扎三角布制的头巾。伊犁地区冬季戴一种叫“标尔克”的圆形皮帽，夏季则戴毡帽。乌鲁木齐地区，克烈部落的三叶皮帽较高，奈曼部落的较矮。妇女少女戴水獭皮圆帽，帽顶绣花并缀一簇猫头鹰羽毛；还戴一种用红、绿或黑色绒布制做的圆形硬帽，即塔克亚帽，上用金线、珍珠等组成各种图案。结婚时，新娘要戴高筒尖顶礼帽，称“沙吾克烈”，帽上绣花卉，镶珠宝，缀以珠串等饰物，颇为别致和华贵。沙吾克烈只戴一年，而后换戴花头巾。妇女生育后戴白布盖头，叫“克米谢克”，仅露脸部，中老年妇女的克米谢克通常绣有各种图案，未婚少女禁止戴克米谢克。
哈萨克族无论男女均穿高筒皮靴。男靴有长过膝盖的高筒靴及狩猎穿的软靴两种，女靴穿用时须加套鞋。冬天穿毡子缝成的毡袜，毡袜的袜筒长出靴筒口，袜口上用黑布镶边、绣花。哈萨克人用的手巾很别致，用一条宽一二尺，长三四尺、五六尺或丈余的白布，两头尺多长的边上，绣满花草，尽头结着丝线彩络。哈萨克族妇女喜戴手镯，左右样式各异，不必成对。过去哈萨克族男子还戴戒指，上镶名字，作图章用。
2008年6月7日，新疆维吾尔自治区与伊犁哈萨克自治州联合申报的“哈萨克族服饰”经中国国务院批准列入第二批国家级非物质文化遗产名录。

### 婚嫁习俗
历史上，哈萨克族家庭为父系家长制，实行一夫一妻制，但允许一夫多妻，并实行夫兄弟婚制度和幼子继承制；现代，中国哈萨克族已经同中国的其他各民族一样，仅允许一夫一妻制。哈萨克族有禁止近亲结婚的传统，实行“氏族婚外制”，即限制同一氏族的男女结婚，同部落的结婚必须相隔七代以上，民间有相隔七条河才可结婚的说法。传统的哈萨克族婚俗，包括提亲、订婚、“吉尔提斯”仪式、送彩礼、出嫁、迎亲共六个阶段，在女方家举办四次，男方家举办两次。
提亲仪式，或称说亲仪式，音译为“库达里克”，意为“有情人终成眷属”，一说音译为“伙达拉斯苏”。由男方父母或其他长者，携带礼物到女方家，若女方有意则会收下礼物，并宰杀牲畜邀请亲戚朋友聚会，款待男方家人，双方即可商定订婚日期。订婚仪式，音译为“库达拉苏”，一说音译为“乌勒特热托依”，即从此把男女双方的命运联结在一起的意思，一般在女方家举行。由男方父母带几名近亲、一匹马、礼品到女方家，女方家宰羊款待。根据习俗，要选红毛白头或黄毛白头的羊，以表示姑娘的赤诚、纯真。还要将男方客人推到河里行“踏水礼”，表示亲事一旦定下就不能反悔。当定亲的客人离去时，女方要同样回送礼物。
“吉尔特斯”仪式，即展示彩礼的仪式，男方送给女方的牲畜及各种结婚用品准备好后，请自家的亲友来观看准备的彩礼，参加仪式的亲戚则带一些礼物来使之更加齐全丰富，吉尔斯特仪式也是为了展示男方家对待婚姻的诚恳。在吉尔特斯仪式当天，主人把用大毛毯包起并缝好的彩礼放在地毯上，然后从妇女中推选一个“剪彩”的人，剪彩的人把包裹剪开，把各种物品在毡房中陈列出来，双方亲属便陆续前来观赏男方送给女方的各种用品。
送彩礼仪式，又称登门仪式，在吉尔特斯仪式之后举行。男方在女方选定的吉日将彩礼送往女方家，女方则宴请那方亲友和自己亲友。新郎和家人一起前往女方家，但新郎不能进岳父母的家门。第二天，女方选择两三位有威望的妇女打开彩礼让大家检验、评论。男方回家时，女方要回赠马、骆驼和衣服等。仪式之后，新郎就可以随时到女方家走动了。
出嫁仪式包括送亲和迎亲两个阶段。娘家送亲要宰杀牛、羊，设宴款待四方来客。整个部落的人都会参加，同时要举行赛马、刁羊、姑娘追、对歌等娱乐游戏活动。这些活动结束后，新娘在娘家休息1到2天，择吉日启程。新娘告别娘家时要唱 “怨嫁歌”，其他人则回唱“劝嫁歌”。婆家迎亲仪式是哈萨克青年男女走向婚姻殿堂的最后一个环节，也是最热闹的环节，一般在男方家举行。迎亲的主要内容是“揭面纱”，男方家亲朋好友唱 “揭面纱歌”，新郎在歌声中掀开新娘的面纱。晚上是婚礼的高潮，人们弹奏冬不拉、跳民族舞蹈，一直庆祝到天明。
随着经济社会的发展和现代化进程的加剧，哈萨克族的生活模式已经发生了巨大的变迁，中国哈萨克族已基本变为定居或半定居的生活，哈萨克婚礼仪式从内容到形式上都发生了相应的改变。仪式逐步简化，“踏水礼”已非常罕见，将“说亲”和“定亲”仪式合二为一。青年男女间自由恋爱的增多，也是程序简化的一个重要原因。传统的婚礼大多在草原上举行，并伴有大型娱乐游戏活动。定居后，婚礼多在家或者各种宴会厅举行。仪式歌作为是哈萨克婚礼的一大特色，也越来越多的融入现代气息，并有所精简。婚礼服饰上，女性穿婚纱，男性穿西装已成为中国哈萨克婚礼的一个主流。传统哈萨克婚礼的礼物多以牲蓄为主，随着生活方式的改变已经变为现金和少量的实物为主。时间上，传统的婚礼一般在宗教节日前后，持续一个月左右，而如今多为一两天时间，且很多城市男女会选择在法定假日或周末举行自己的婚礼以方便宾客的到来。

### 丧葬习俗
哈萨克族的葬礼基本按照伊斯兰教的宗教仪式举行，但也保留了很多原有的古老习俗。葬礼大体上分为临终前请毛拉念经“赎罪”、整容、挂旗吊唁、报丧、奔丧、出殡、送葬、哀悼、祭祀等一系列活动。哈萨克族死者去世后的第3天、第7天、第40天和周年都要过“乃孜尔”仪式，对死进行悼念。
哈萨克族实行的是无棺土葬。死者的遗体被净身后，用白布缠裹，直体仰身安置到事先挖好的墓穴中。入葬时，遗体头北脚南，面朝西方圣地麦加的方向。一般墓穴是在一个直土坑的西壁上挖出的洞穴。遗体安放完成后，用土坯树枝先封住侧洞，再往直坑中填土，最后堆石成丘。死者去世一周年时，要重修坟墓。普通人的坟墓用石块垒起，有一定经济条件的人用土坯砌成圆形或方形墓冢，而有声望的死者则在坟上用砖石砌起高塔。
传统上，男性死者生前所骑乘的马，要被剪去马尾、马鬃，或将尾、鬃梳成辫状，这种马哈萨克语称“托力阿特”，任何人都不得骑乘、鞭打。

### 非物质文化遗产
中国《国家级非物质文化遗产名录》中收录了众多与哈萨克族有关的文化遗产。
| 类别                 | 序号 | 编号  | 项目名称 | 申报地区或单位 | 批次   |
| -------------------- | ---- | ----- | --- | --- | ------ |
| 民间文学             | 559  | Ⅰ—72  | 哈萨克族达斯坦 | 新疆维吾尔自治区文学艺术界联合会民间文艺家协会、沙湾县、福海县 | 第二批 |
| 传统音乐             | 625  | Ⅱ—126 | 哈萨克六十二阔恩尔 | 新疆维吾尔自治区伊犁哈萨克自治州 | 第二批 |
| 传统音乐             | 631  | Ⅱ—132 | 哈萨克族冬布拉艺术 | 新疆维吾尔自治区伊犁哈萨克自治州 | 第二批 |
| 传统音乐             | 1078 | Ⅱ—148 | 哈萨克族民歌 | 新疆维吾尔自治区伊犁哈萨克自治州 | 第三批 |
| 传统音乐             | 1085 | Ⅱ—155 | 哈萨克族库布孜 | 新疆维吾尔自治区伊犁哈萨克自治州 | 第三批 |
| 传统舞蹈             | 1100 | Ⅲ—111 | 哈萨克族卡拉角勒哈 | 新疆维吾尔自治区伊犁哈萨克自治州 | 第三批 |
| 曲艺                 | 281  | Ⅴ—45  | 哈萨克族阿依特斯 | 新疆维吾尔自治区伊犁哈萨克自治州，甘肃省阿克塞哈萨克族自治县 | 第一批 |
| 曲艺                 | 789  | Ⅴ—96  | 哈萨克族铁尔麦 | 新疆维吾尔自治区伊犁哈萨克自治州 | 第二批 |
| 传统体育、游艺与杂技 | 815  | Ⅵ—43  | 赛马会（当吉仁赛马会、玉树赛马会、哈萨克族赛马） | 西藏自治区拉萨市，青海省玉树藏族自治州，新疆维吾尔自治区富蕴县 | 第二批 |
| 传统美术             | 830  | Ⅶ—54  | 草编（大名草编、徐行草编、莱州草辫、沐川草龙、湖口草龙、哈萨克族芨芨草编织技艺）                                                                     | 河北省大名县，上海市嘉定区，山东省莱州市，四川省沐川县，江西省湖口县，新疆维吾尔自治区托里县 | 第二批 |
| 传统美术             | 859  | Ⅶ—83  | 哈萨克毡绣和布绣 | 新疆生产建设兵团农六师 | 第二批 |
| 传统技艺             | 966  | Ⅷ—183 | 哈萨克族毡房营造技艺 | 新疆维吾尔自治区塔城地区 | 第二批 |
| 传统医药             | 1357 | Ⅸ—23  | 哈萨克族医药（布拉吾药浴熏蒸疗法、卧塔什正骨术、冻伤疗法）                                                                                           | 新疆维吾尔自治区阿勒泰地区 | 第四批 |
| 民俗                 | 1201 | Ⅹ—126 | 诺茹孜节 | 新疆维吾尔自治区塔城地区 | 第三批 |
| 民俗                 | 1025 | Ⅹ—118 | 哈萨克族服饰 | 新疆维吾尔自治区伊犁哈萨克自治州 | 第二批 |
| 民俗                 | 1214 | Ⅹ—139 | 婚俗（朝鲜族回婚礼、达斡尔族传统婚俗、彝族传统婚俗、裕固族传统婚俗、回族传统婚俗、哈萨克族传统婚俗、锡伯族传统婚俗、赫哲族婚俗、畲族婚俗、瑶族婚俗） | 吉林省延边朝鲜族自治州，黑龙江省齐齐哈尔市富拉尔基区，四川省美姑县，甘肃省张掖市，宁夏回族自治区，新疆维吾尔自治区伊犁哈萨克自治州，新疆嘎善文化传播中心，黑龙江省同江市，浙江省景宁畲族自治县、福建省霞浦县，广东省连南瑶族自治县 | 第三批 |

## 部落组成
哈萨克族由于长期处于游牧状态，形成了具有游牧宗法特点的封建制社会形态，封建主占有生产资料和不完全占有生产者，同时又保留着以父系家长制血缘关系为纽带的部落氏族制度，由部落头人、宗教上层、大小牧主组成封建统治阶级，占有大量的牲畜、草场和生产工具，享有各种封建特权，对广大牧民进行剥削。哈萨克族极其看重部落关系，各氏族、各部落都有各自的系谱、印记和口号。每个哈萨克人都需要牢记自己的氏族关系、部落印记、部落口号和先祖数代以上的姓名，这些系谱提供了各氏族、部落起源与发展的历史线索，也是同一氏族、部落成员之间相互认同、履行职责、维护自身及部落权利的重要依据。哈萨克族曾长期处于蒙古人的统治之下，氏族部落集团的上层“汗”、“苏丹”都由蒙古贵族充任，称为“托熱”（白骨头）；普通牧民被称为“哈拉”（黑骨头）；社会地位最低的是被称为“苦尔”和“昆”的男女奴隶。
中国哈萨克族以大玉兹和中玉兹的部落为主。大玉兹的部落主要有乌孙、杜拉特（咄陸）、黑宰、阿勒班（悅般）、素宛、康里、札剌亦兒等。中玉兹的部落主要有奇卜察克（钦察）、奈曼（乃蛮）、克烈、阿尔根、弘吉剌、瓦克（汪古）等。每个部落包括若干个氏族，氏族内的牧民又以较亲近的血缘关系为基础，组成一个个“叶利”（部落），以及更小的“阿吾勒”（牧村）。阿吾勒的大小不等，有的只有三五家，也有的十几家或更多一些的，通常是由较亲近的血缘关系的组成，一般以一家牧主或富裕牧民为中心。
中国哈萨克族的部落组成随清代的几次划界和陆续迁入而不断变化，至1884年新疆建省时，在伊犁地区游牧的主要是黑宰、阿勒班和素宛等部落，在塔城地区的主要是克烈、瓦克和奈曼部落，其中奈曼部落主要是曼毕特、赛布拉特、吐尔图吾力三个氏族；在阿勒泰地区的主要是克烈、乃蛮两个部落；另外在迪化、奇台、巴里坤、木垒等地也有少数哈萨克牧民。主要部落的头领都被清政府封以爵位，伊犁地区设有公一名（阿吾里汗公），乌库尔台一名（阿卡拉克希），伊勒格台一名，下设有藏根若干名，此外还有五十户长和十户长。塔尔巴哈台地区设有公一名（马木尔别克公），下设乌库尔台、伊勒格台、藏根、五十户长和十户长。在乌鲁木齐南山哈萨克族中设有一个藏根，归马木尔别克管辖。阿山地区，在建省前设有一个公，四个比，由五人共管；建省后，改为一个公，两个贝子，四个乌库尔台，七人共管，下设有扎楞、藏根。阿尔泰地区哈萨克族的内外事务均由七人共同管理，其中公的权力最大，伊塔地区公的权力远不能与之相比。
民国时期，新疆境内哈萨克族的部落分布基本上保持了清朝末年的部落分布情形，以克烈、乃蛮、瓦克、阿勒班、素宛等部落为主，尤以克烈、乃蛮部落的人数较多。克烈部落分成阿巴克克烈和阿夏玛衣勒克烈两大支，其中阿巴克克烈主要在新疆境内，可分为姜太开、贾迪克等12个大氏族，每个氏族有分为多个小部落。克烈部多数分布在阿勒泰地区的7个县，塔城地区的托里、乌苏、沙湾县和自乌苏以东至巴里坤的天山一带以及甘肃境内。乃蛮部落是民国时期中国哈萨克族的三大部族之一，主要分布在阿勒泰、塔城、伊犁、博尔塔拉地区近靠哈萨克斯坦的沿边各县，如哈巴河、吉木乃、和布克赛尔、额敏、塔城、博乐、温泉以及伊犁的霍城、伊宁、尼勒克、巩乃斯各县，自乌苏至巴里坤的天山中也都杂居有乃蛮人。乃蛮分为9大氏族，中国境内的多为托勒克塔依大氏族。黑宰部原是乃蛮部分支，从托勒克塔依部落大氏族的玛塔依氏族中分化而来。黑宰部自19世末到伊犁地区定居后，人口发展迅速，成为该地区的一个大部落。阿勒班部分沙热、吉布勒两大氏族，主要分布在昭苏、特克斯、巩留县。素宛部落主要分布在伊宁、霍城两县，下分都司巴格斯、坎巴格斯、托加尔斯坦、拜杜格4个大氏族。瓦克部落杂居在北疆的哈萨克族地区，常和克烈部一起住牧。原住在阿尔泰山及斋桑泊一带，被称为老瓦克；1930年代，有一批瓦克人迁到托里县巴尔鲁克山东部游牧，被称为新瓦克。民国时期，克烈部和一部分乃蛮部哈萨克牧民曾不断向东迁徙。
北洋政府基本延续了清代对哈萨克族的治理政策，各哈萨克贵族、部落头人重新封以各级爵位，杨增新治疆时将千户、百户改为农官、乡约。国民政府时，在哈萨克地区推行保甲制，委任哈萨克头人为区乡保甲长。到中华人民共和国成立后，在哈萨克地区进行了民主改革和社会主义改造，氏族部落不再具有社会组织形式的地位。

## 人口及分布

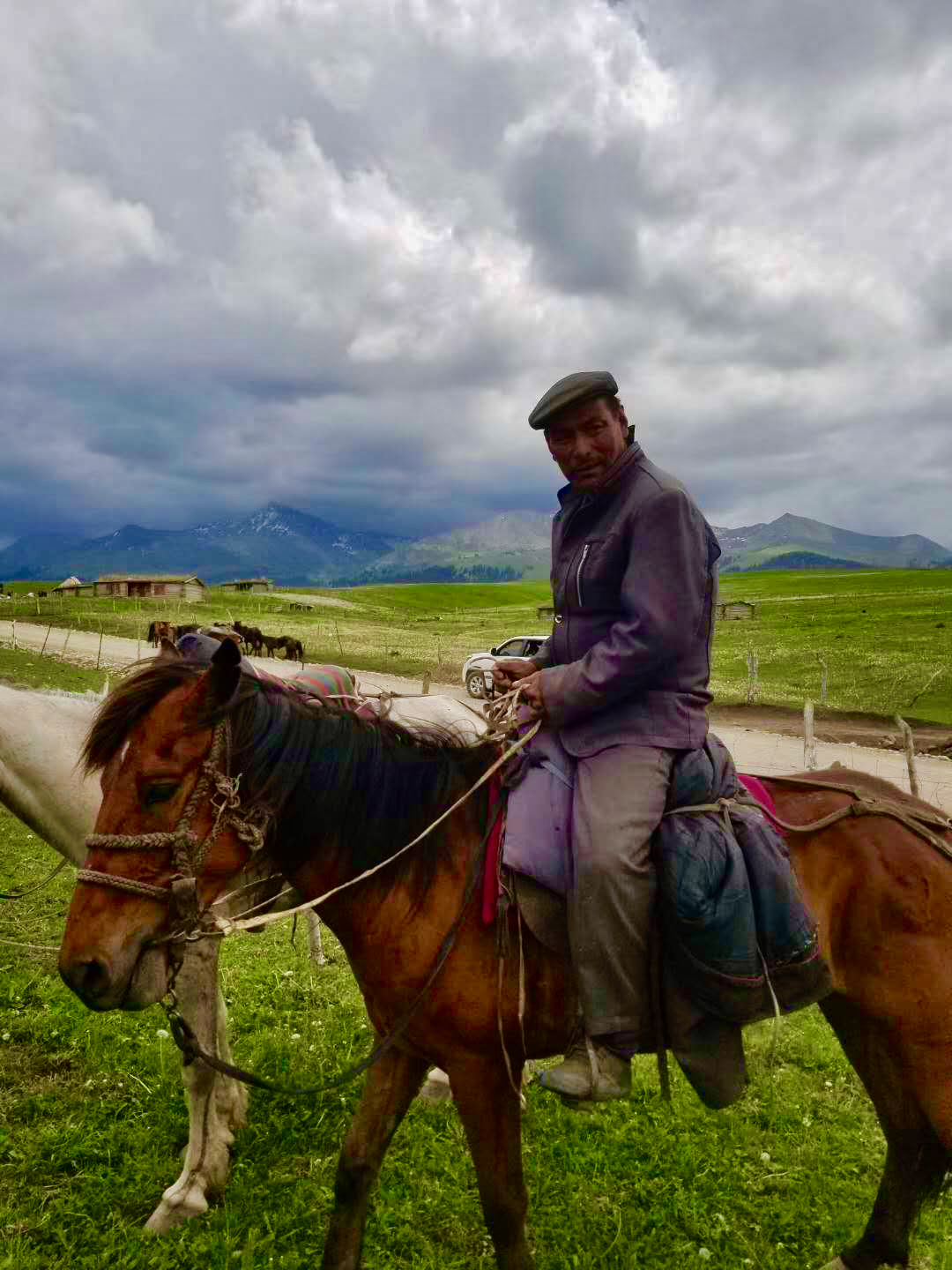
新疆维吾尔自治区伊犁哈萨克自治州特克斯县的哈萨克牧民

中国哈萨克族人口于1911年时已接近20万，1944年达43万，1949年约为44万，1979年87万，1982年90万，1985年96.4万，2000年127.75万。:95根据2010年人口普查，中国哈萨克族人口有146万人，在普查的31个省级区划和现役军人中均有分布，生活在新疆的约占97%，人数均超过4000还有河南、广东和甘肃三省。在中国，哈萨克族主要聚居在新疆维吾尔自治区的天山北部准噶尔盆地边缘的广大地区，包括伊犁哈萨克自治州的伊犁、塔城、阿勒泰三个地区，以及木垒哈萨克自治县和巴里坤哈萨克自治县，此外在博尔塔拉蒙古自治州、乌鲁木齐县和甘肃省的阿克塞哈萨克族自治县也有聚居区分布。2016年，哈萨克族占新疆总人口的6.88%，占伊犁州人口的21.1%。哈萨克族在新疆是人口仅次于维吾尔族和汉族的第三大民族，在伊犁州是人口仅次于汉族和维吾尔族的第三大民族。
历史上，青海省也曾有哈萨克族聚居区，1954年曾在青海省设立地级区划“海西蒙藏哈萨克族自治区”。1984年，已改名“海西蒙藏哈萨克族自治州”的海西辖区内的哈萨克族在政府组织下迁往新疆，1985年5月21日，海西改名为“海西蒙古族藏族自治州”。

### 自治地方
- 伊犁哈萨克自治州（新疆）
- 阿克塞哈萨克族自治县（甘肃酒泉）
- 巴里坤哈萨克自治县（新疆哈密）
- 木垒哈萨克自治县（新疆昌吉州）

### 哈萨克族乡
| 所属省份 | 所属地州市 | 所属县市区 | 哈萨克族乡             |
| -------- | ---------- | ---------- | ---------------------- |
| 新疆     | 昌吉州     | 奇台县     | 五马场哈萨克族乡       |
| 新疆     | 昌吉州     | 奇台县     | 乔仁哈萨克族乡         |
| 新疆     | 昌吉州     | 玛纳斯县   | 旱卡子滩哈萨克族乡     |
| 新疆     | 昌吉州     | 玛纳斯县   | 塔西河哈萨克族乡       |
| 新疆     | 昌吉州     | 玛纳斯县   | 清水河子哈萨克族乡     |
| 新疆     | 昌吉州     | 阜康市     | 三工河哈萨克族乡       |
| 新疆     | 昌吉州     | 阜康市     | 上户沟哈萨克族乡       |
| 新疆     | 昌吉州     | 昌吉市     | 阿什里哈萨克族乡       |
| 新疆     | 昌吉州     | 呼图壁县   | 石梯子哈萨克族乡       |
| 新疆     | 昌吉州     | 呼图壁县   | 独山子哈萨克族乡       |
| 新疆     | 哈密地区   | 伊吾县     | 前山哈萨克族乡         |
| 新疆     | 哈密地区   | 哈密市     | 德外里都如克哈萨克族乡 |
| 新疆     | 哈密地区   | 哈密市     | 乌拉台哈萨克族乡       |
| 新疆     | 乌鲁木齐市 | 米东区     | 柏杨河哈萨克族乡       |

### 各地人口
| 位次 | 地区       | 总人口        | 哈萨克族  | 占哈萨克族 人口比例（%） | 占地区 少数民族 人口比例（%） | 占地区 人口比例（%） |
| ---- | ---------- | ------------- | --------- | ------------------------ | ----------------------------- | -------------------- |
|      | 合计       | 1,335,110,869 | 1,463,012 | 100                      | 1.305                         | 0.110                |
|      | 31省份合计 | 1,332,810,869 | 1,462,588 | 99.971                   | 1.306                         | 0.110                |
| G1   | 西北       | 96,646,530    | 1,424,386 | 97.360                   | 6.967                         | 1.474                |
| G2   | 中南       | 375,984,133   | 17,810    | 1.217                    | 0.058                         | 0.005                |
| G3   | 华东       | 392,862,229   | 8,987     | 0.614                    | 0.228                         | 0.002                |
| G4   | 西南       | 192,981,185   | 7,273     | 0.497                    | 0.019                         | 0.004                |
| G5   | 华北       | 164,823,663   | 3,052     | 0.209                    | 0.033                         | 0.002                |
| G6   | 东北       | 109,513,129   | 1,080     | 0.074                    | 0.011                         | 0.001                |
| 1    | 新疆       | 21,815,815    | 1,418,278 | 96.942                   | 10.922                        | 6.501                |
| 2    | 河南       | 94,029,939    | 4,805     | 0.328                    | 0.428                         | 0.005                |
| 3    | 广东       | 104,320,459   | 4,602     | 0.315                    | 0.223                         | 0.004                |
| 4    | 甘肃       | 25,575,263    | 4,444     | 0.304                    | 0.184                         | 0.017                |
| 5    | 湖南       | 65,700,762    | 2,775     | 0.19                     | 0.042                         | 0.004                |
| 6    | 湖北       | 57,237,727    | 2,191     | 0.15                     | 0.089                         | 0.004                |
| 7    | 西藏       | 3,002,165     | 2,143     | 0.146                    | 0.078                         | 0.071                |
| 8    | 江苏       | 78,660,941    | 2,124     | 0.145                    | 0.552                         | 0.003                |
| 9    | 贵州       | 34,748,556    | 2,093     | 0.143                    | 0.017                         | 0.006                |
| 10   | 广西       | 46,023,761    | 1,884     | 0.129                    | 0.011                         | 0.004                |
| 11   | 四川       | 80,417,528    | 1,882     | 0.129                    | 0.038                         | 0.002                |
| 12   | 江西       | 44,567,797    | 1,718     | 0.117                    | 1.128                         | 0.004                |
| 13   | 北京       | 19,612,368    | 1,602     | 0.11                     | 0.2                           | 0.008                |
| 14   | 海南       | 8,671,485     | 1,553     | 0.106                    | 0.109                         | 0.018                |
| 15   | 福建       | 36,894,217    | 1,492     | 0.102                    | 0.187                         | 0.004                |
| 16   | 安徽       | 59,500,468    | 1,203     | 0.082                    | 0.304                         | 0.002                |
| 17   | 山东       | 95,792,719    | 1,116     | 0.076                    | 0.154                         | 0.001                |
| 18   | 云南       | 45,966,766    | 896       | 0.061                    | 0.006                         | 0.002                |
| 19   | 陕西       | 37,327,379    | 794       | 0.054                    | 0.419                         | 0.002                |
| 20   | 浙江       | 54,426,891    | 695       | 0.048                    | 0.057                         | 0.001                |
| 21   | 青海       | 5,626,723     | 680       | 0.046                    | 0.026                         | 0.012                |
| 22   | 上海       | 23,019,196    | 639       | 0.044                    | 0.231                         | 0.003                |
| 23   | 天津       | 12,938,693    | 476       | 0.033                    | 0.144                         | 0.004                |
| 24   | 吉林       | 27,452,815    | 467       | 0.032                    | 0.021                         | 0.002                |
| 25   | 辽宁       | 43,746,323    | 448       | 0.031                    | 0.007                         | 0.001                |
| 26   | 内蒙古     | 24,706,291    | 377       | 0.026                    | 0.007                         | 0.002                |
| 27   | 河北       | 71,854,210    | 320       | 0.022                    | 0.011                         | 0                    |
| 28   | 山西       | 35,712,101    | 277       | 0.019                    | 0.296                         | 0.001                |
| 29   | 重庆       | 28,846,170    | 259       | 0.018                    | 0.013                         | 0.001                |
| 30   | 宁夏       | 6,301,350     | 190       | 0.013                    | 0.009                         | 0.003                |
| 31   | 黑龙江     | 38,313,991    | 165       | 0.011                    | 0.012                         | 0                    |
|      | 现役军人   | 2,300,000     | 424       | 0.045                    | 0.417                         | 0.018                |

## 教育
1870年，卓塔阿吉在阿勒泰沙尔铁勒克建立起了新疆境内的第一所经文学堂“卓塔阿吉麦德尔萨”，并从布哈拉请来木尔扎巴合大毛拉任伊玛目。哈萨克族的著名进步诗人阿合提·乌鲁木吉等许多阿勒泰哈萨克族的知名人士都曾在此学习阿拉伯语和伊斯兰教教规。1920年，阿合提在卓塔阿吉麦德尔萨原址建立了阿合提清真寺学堂。哈萨克族学者沙比提·努尔木哈米提在1875年左右修建的沙比提麦德尔萨也曾有很多阿勒泰哈萨克族名人求学。沙比提大毛拉去世后，塔塔乃毛拉、奥汗毛拉、买买江毛拉继承了他的教学工作。1900年，马米贝子请土耳其人卡克尔、乌孜别克人努尔哈布都拉大毛拉在承化克朗河畔创办了“阿巴哈亚学校”。在伊斯兰经文学校中，除宗教课程外，还设历史、地理、算术等课程。
1908年，清政府派教使司到新疆指导兴办新式学堂，由于政府对哈萨克语教学未做考虑，所以这一改革对哈萨克族影响不大。同年，科布多办事大臣锡恒又向清廷奏报阿尔泰开办小学堂并设教务处一事，称“阿尔泰蒙哈杂处，习俗异宜”，“亟宜兴修学校，启以文明，一以消其犷野之风，一以鼓其颓靡之气”。
1922年，新疆设立了省立蒙哈学校等培养了一批懂汉语文的哈萨克族知识分子。
1951年，经中华人民共和国政务院批准的《关于第一次全国民族教育会议的报告》指出：“关于少数民族教育中的语文问题，会议规定凡有现行通用文字的民族，如蒙古、朝鲜、维吾尔、哈萨克、藏族，小学和中学的各科课程必须用本民族语文教学。”在中国的高校中，伊犁师范学院、新疆教育学院、新疆大学、中央民族大学等院校开设有哈萨克语言文学专业，其中中央民族大学的教学包含本科、硕士和博士研究生的完整教学体系。与完善的高等教育相比，哈萨克语基础教育的状况并不乐观。进入21世纪后，由于居住在县城的许多哈萨克家庭倾向于将孩子送到汉语学校学习，哈萨克语学校生源急速减少。为解决生源问题，教育部门实施哈汉合校，将各级哈语学校并入汉语学校。合校后，由于远离居住地，很多学生不得不寄宿在学校。另一方面，许多学校尤其是乡镇学校不重视双语班，盲目合校后，教学质量降低。部分小学甚至出现了90%学生为哈萨克族，却不开设哈萨克语文课程的现象。
沙塔尔·沙吾提自2000年7月获任命为新疆教育厅厅长后，主导编写的少数民族《语文》教材及教辅材料中被指存在“宣扬不利于国家统一及民族团结的‘泛突厥主义’思想及‘去中国化’的排汉论述”。2016年8月，陈全国任中共新疆党委书记后，发现教材有“严重政治问题”，发文要求自治区维吾尔文和哈萨克文《语文》《历史》《道德与法治》的所有教辅资料停止使用。

## 名人

### 政治界
- 努尔兰·阿不都满金：新疆維吾爾自治區政協主席
- 艾斯海提·克里木拜：新疆維吾爾自治區政協主席
- 贾那布尔：新疆維吾爾自治區政協前主席

### 體育界

#### 拳擊
- 托合塔尔别克·唐拉提汗：2023年世界男子拳擊錦標賽男子80公斤級銀牌得主、2022年亞洲運動會男子80公斤級金牌得主
- 哈那提·斯拉木：2008年北京奧運沉量級銅牌得主，後移民哈薩克
- 巴依克吾孜·达那别克（英语：Bayikewuzi Danabieke）：2022年杭州亞運超重量（92公斤）級銅牌得主

#### 摔角
- 瓦里汗·赛里克：2020年東京奧運60公斤古典式摔角銅牌得主
- 哈比拉·阿吾萨衣滿（英语：Habila Awusayiman）：2022年杭州亞運97公斤古典式摔角銅牌得主

#### 綜合格鬥
- 居马别克·吐尔逊：外號「天山雪豹」，後移民哈薩克
- 沙依蘭·努爾丹別克

#### 滑雪
- 巴亚尼·加林（德语：Bayani Jialin）：中国女子越野滑雪运动员

#### 速度滑冰
- 阿合娜尔·阿达克：中國國家隊成員，曾代表中國參加2022年北京冬奧[109]
- 哈那哈提·木哈买提：中國國家隊成員，十四冬速度滑冰項目公开组男子团体追逐銀牌得主[110]
- 叶尔哈那提·阿依提纳马：十四冬速度滑冰項目公开组男子集体出发銀牌、男子团体追逐銅牌得主[111]
- 叶尔太·合兰：十四冬速度滑冰項目公开组男子团体追逐銅牌得主[112]

### 演藝界
- 热依扎·阿里木江：中国大陆新生代女艺人
- 阿来·阿依达尔汗：2013年《中國夢之聲》全國第五名得主

## 备注
1. ↑  此处的自治区为县级

## 扩展阅读
- 李儒忠. 新疆哈萨克族现代教育发展研究. 新疆大学出版社, 1992. ISBN 9787563103003